# Lütsche-Flößgraben

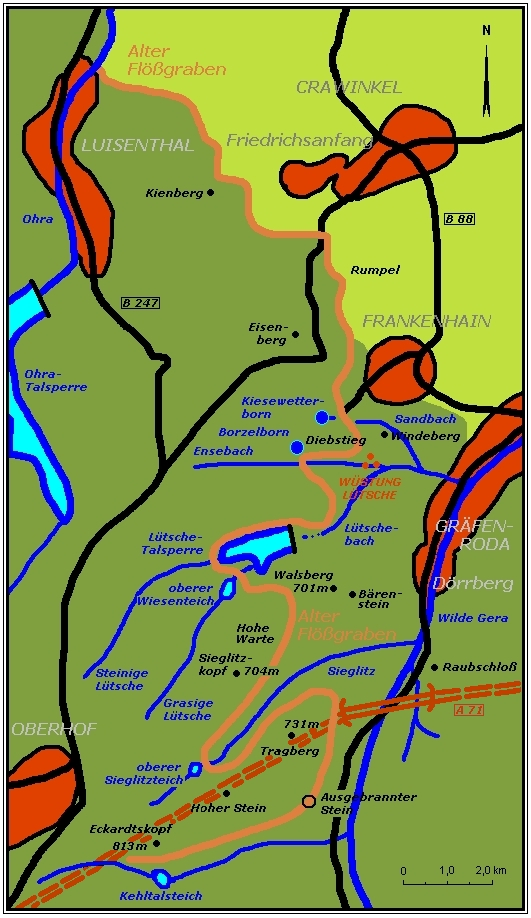
Verlauf des Alten Flößgrabens

Der Lütsche-Flößgraben (auch als Alter Flößgraben bezeichnet) war ein zur Flößerei von Holz angelegter Flößgraben im Thüringer Wald, der heute größtenteils als Wanderweg genutzt werden kann. Er befindet sich in einem Gebiet nördlich des mittleren Rennsteigs, das durch die Gemeinden Oberhof, Geratal und Luisenthal begrenzt wird.

## Geschichte
Bis ins 17. Jahrhundert wurde das Holz aus dem Herzogtum Gotha gegen Gebühr auf der Gera durch schwarzburgisches Gebiet geflößt, da Thüringen zu jener Zeit territorial stark zergliedert war. Am Ende des 17. Jahrhunderts erhöhte die Gräflich-Schwarzburgisch-Arnstädtische Kammer die Gebühren so drastisch, dass der damalige Leiter der gothaischen Flöße den Plan seines Berghauptmanns Georg Christoph von Utterodt zum Bau eines Flößgrabens auf Gothaer Gebiet in die Tat umsetzte.
Von 1691 bis 1702 entstand der Hauptabschnitt des Flößgrabens, der vom Lütsche-Bach am Langengrundteich (Gelände des heutigen Zeltplatzes an der Lütsche-Talsperre) am Hang des Borzelbergs, des Steigerbergs und des Eisenberges entlangführte. Danach zieht er sich am Rumpelberg entlang, oberhalb von Friedrichsanfang (einem heutigen Ortsteil von Ohrdruf), am Kienberg entlang bis nach Luisenthal und mündet dort über eine heute noch gut sichtbare Steilstufe auf den letzten 300 m in die Ohra. Über die Apfelstädt wurde dann das Holz bis nach Erfurt geflößt.
1702 wurde der Flößgraben erstmals benutzt.
Einige Jahre später wurde der Flößgraben „rückwärts“ bis zum Kehltal verlängert, um neue Waldgebiete zu erschließen. Auch in diesem Abschnitt gab es wieder eine Steilstufe. Diese befand sich direkt oberhalb des Langengrundteiches (Gelände des heutigen Zeltplatzes an der Lütsche-Talsperre) und ist heute nicht mehr zu sehen. 
Der Flößgraben sollte genau auf der Höhe des Ausgebrannten Steins entlangführen, daher musste in den Porphyrfelsen durch abwechselnde Anwendung von Feuer und eiskaltem Wasser Stück für Stück ein 38 m langer, durchschnittlich 2,30 m hoher und 2,20 m breiter Tunnel gesprengt werden – der Ausgebrannte Stein. Der Bau des mit Brettern ausgeschlagenen Grabens unter Mithilfe der örtlichen Bevölkerung war auch deshalb sehr mühsam, weil der Flößgraben größtenteils am steilen Hang entlanglief, so dass die Talseite mit Baumstämmen abgedämmt werden musste.

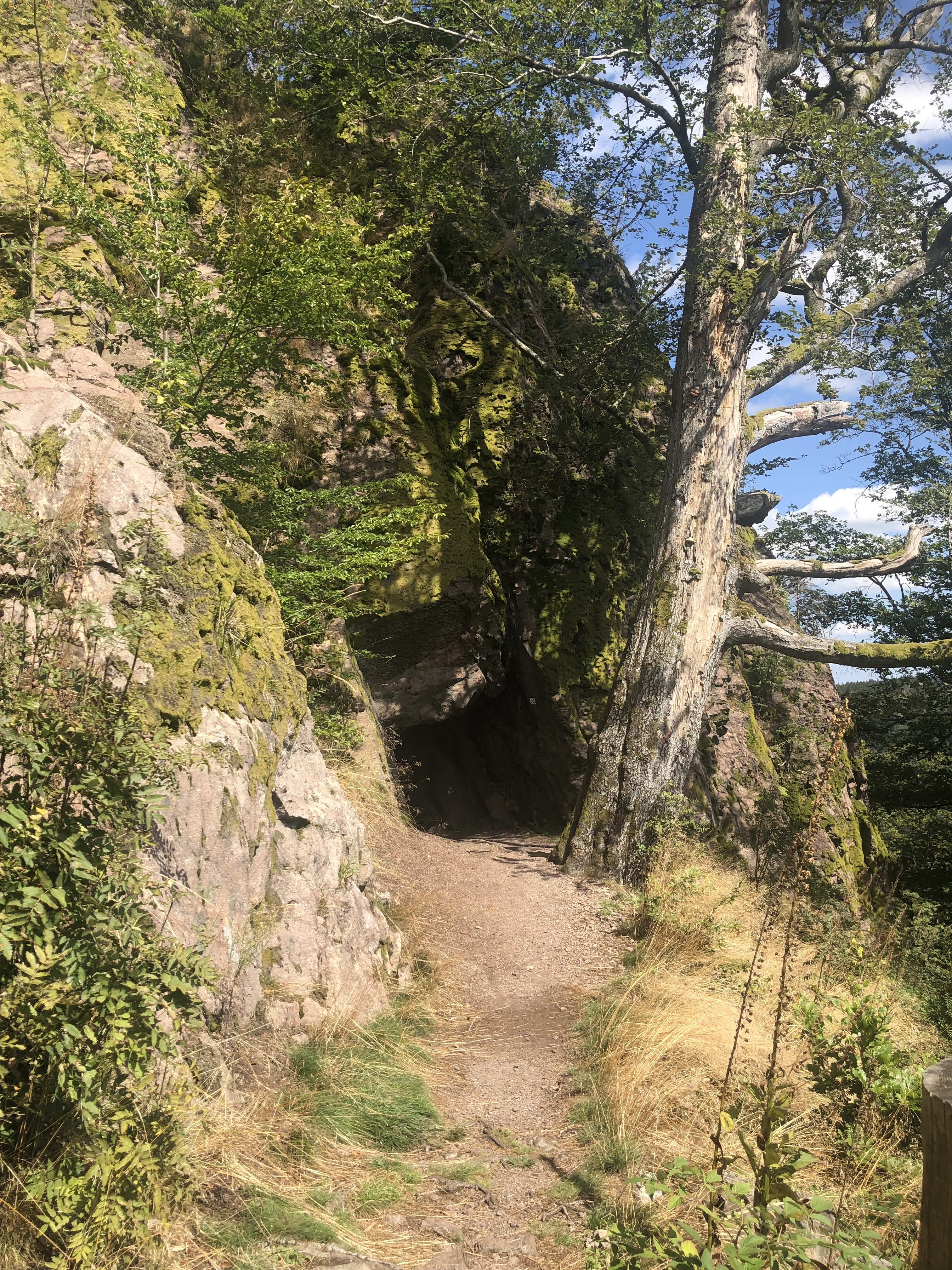
Ausgebrannter Stein Zuwegung zum Südeingang
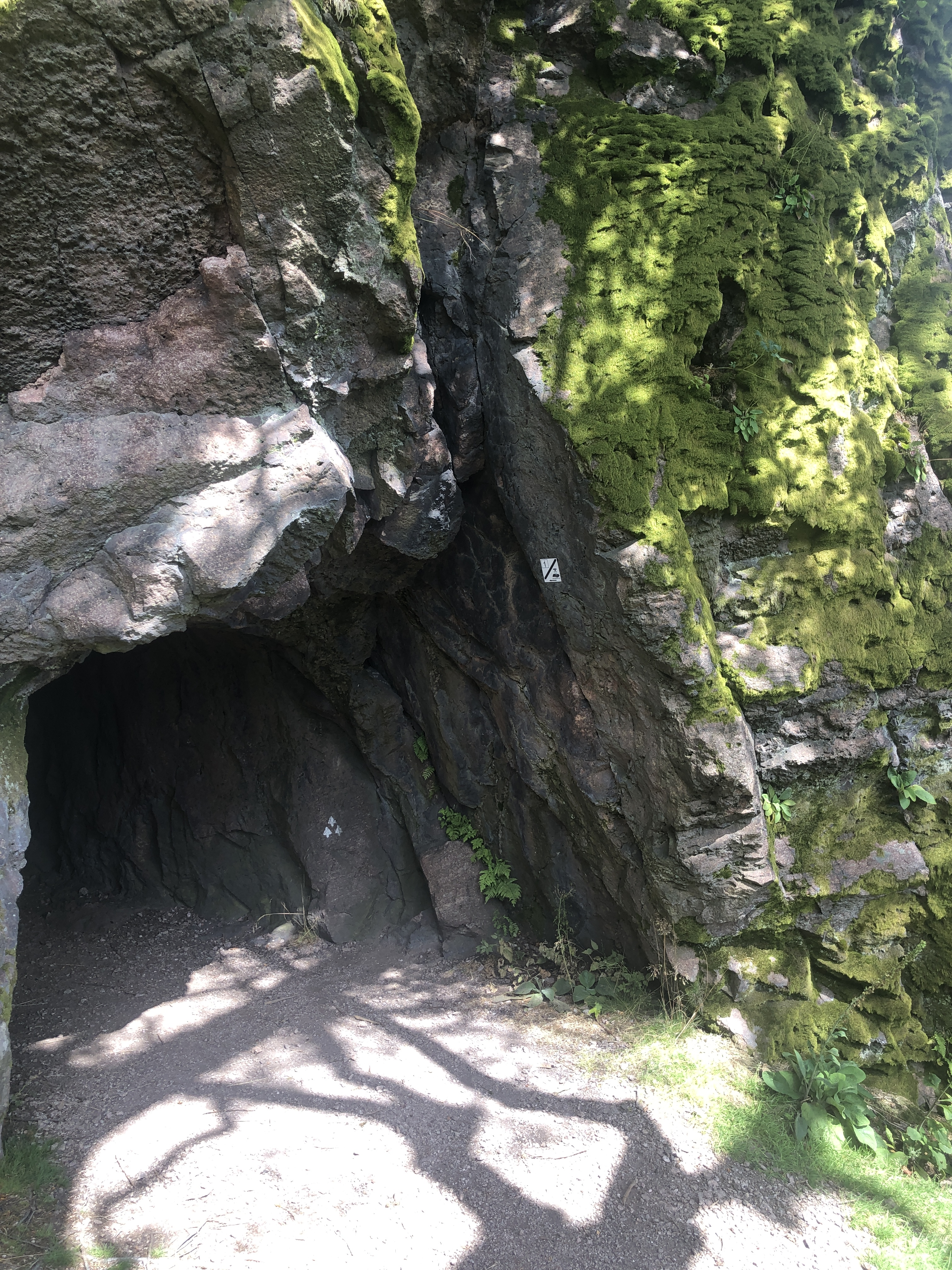
Ausgebrannter Stein Südeingang
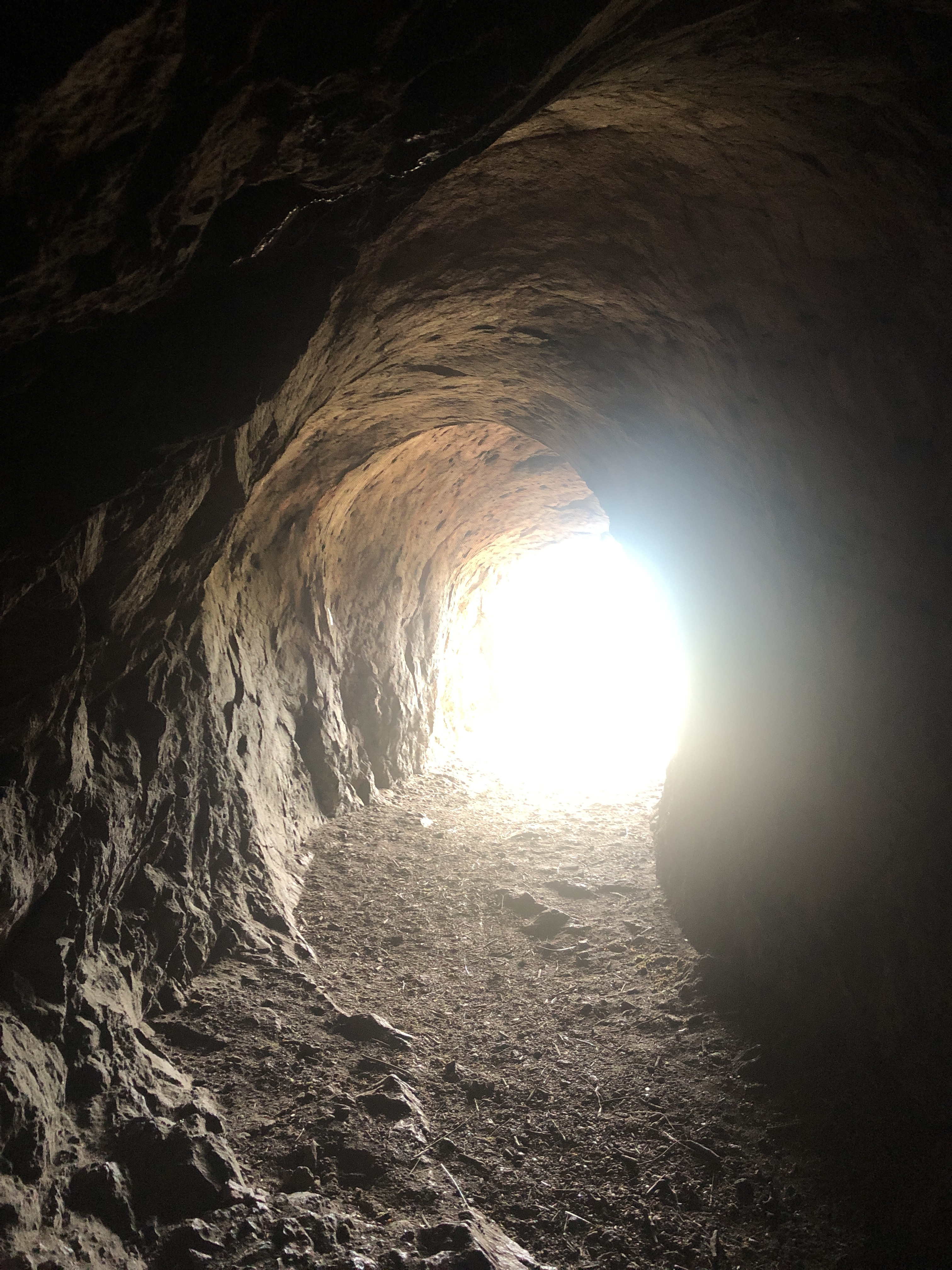
Ausgebrannter Stein Im Inneren - Blickrichtung Süden
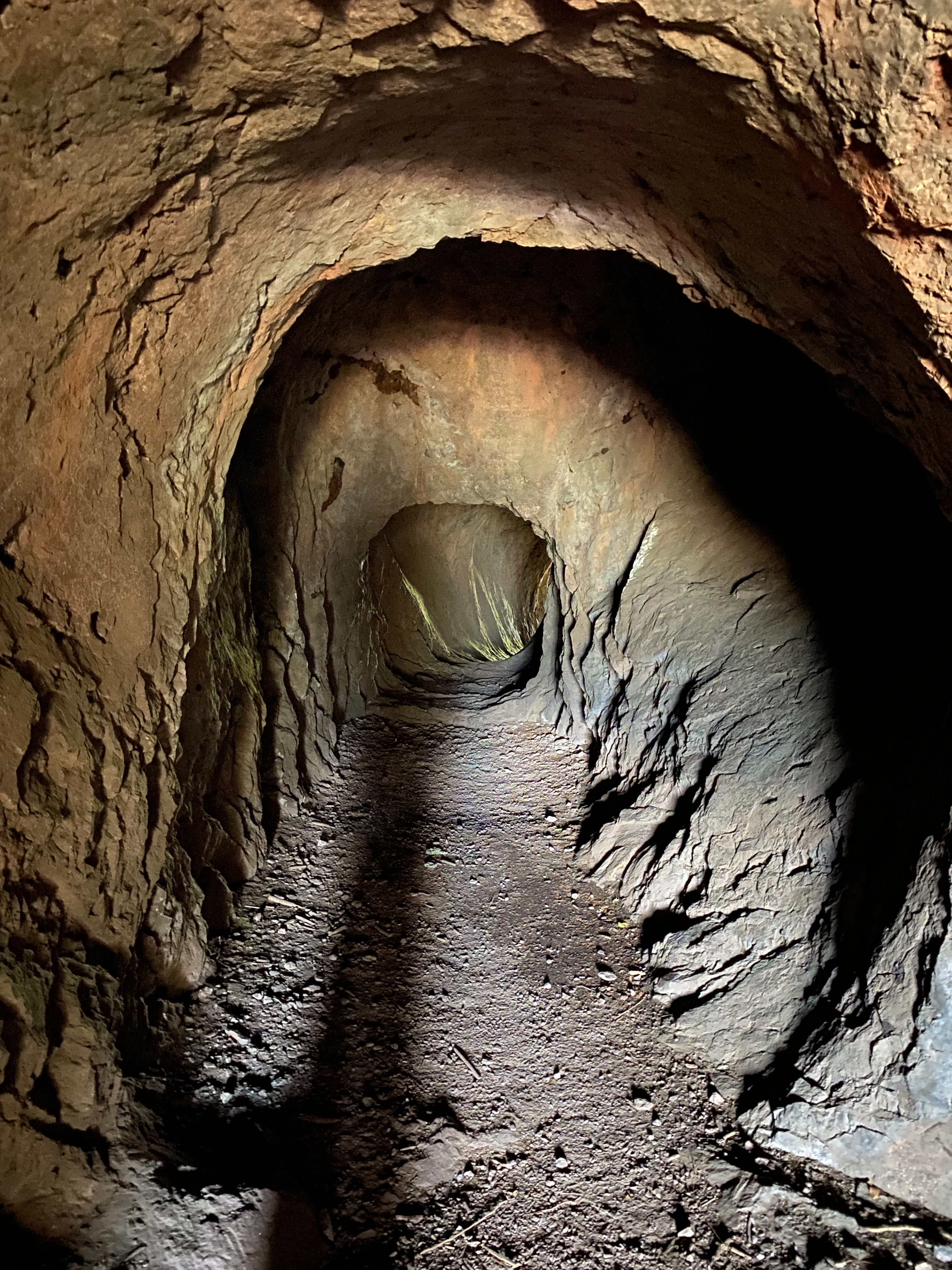
Ausgebrannter Stein Im Inneren - Blickrichtung Norden
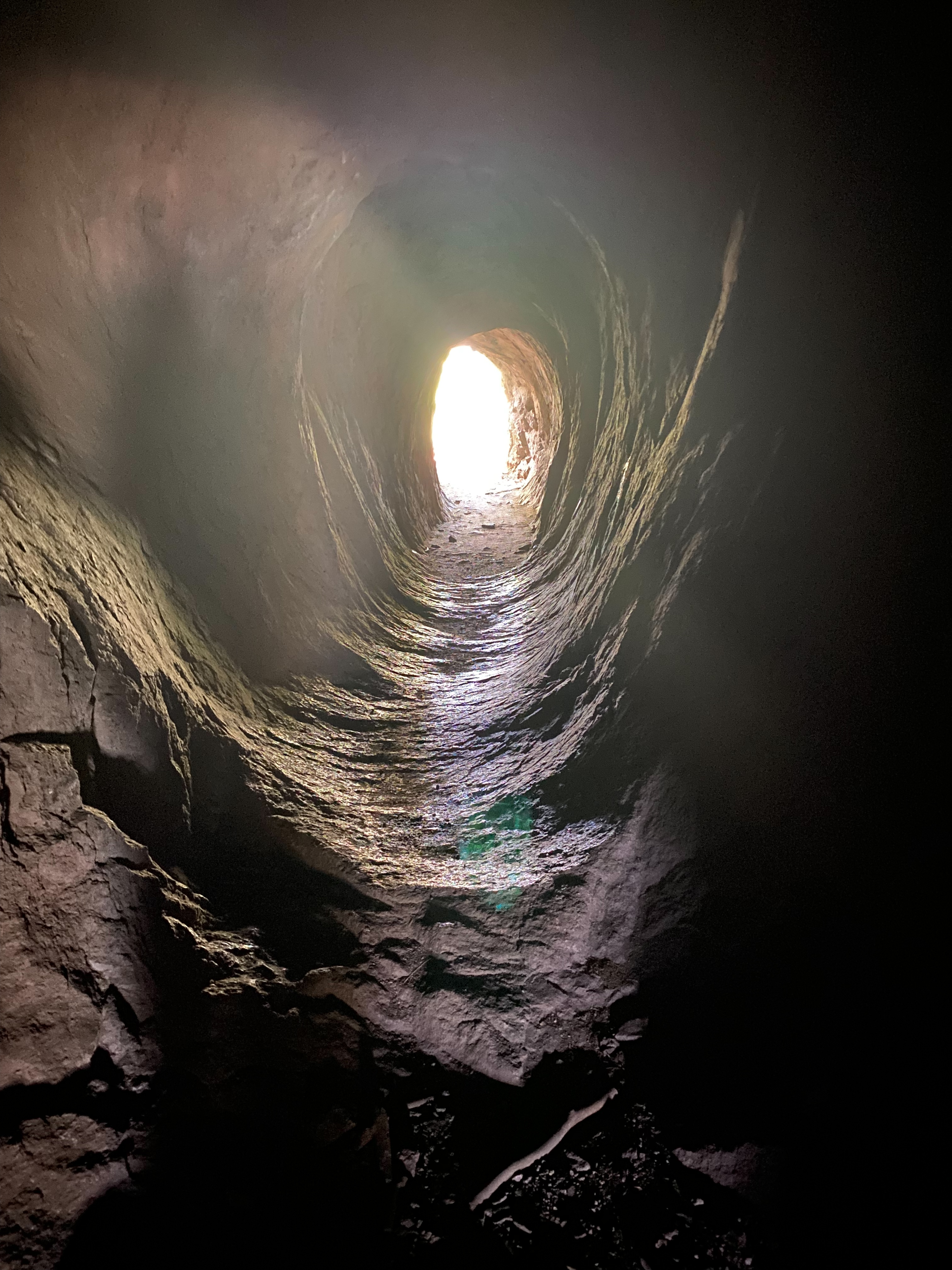
Ausgebrannter Stein Im Inneren - Blickrichtung Norden
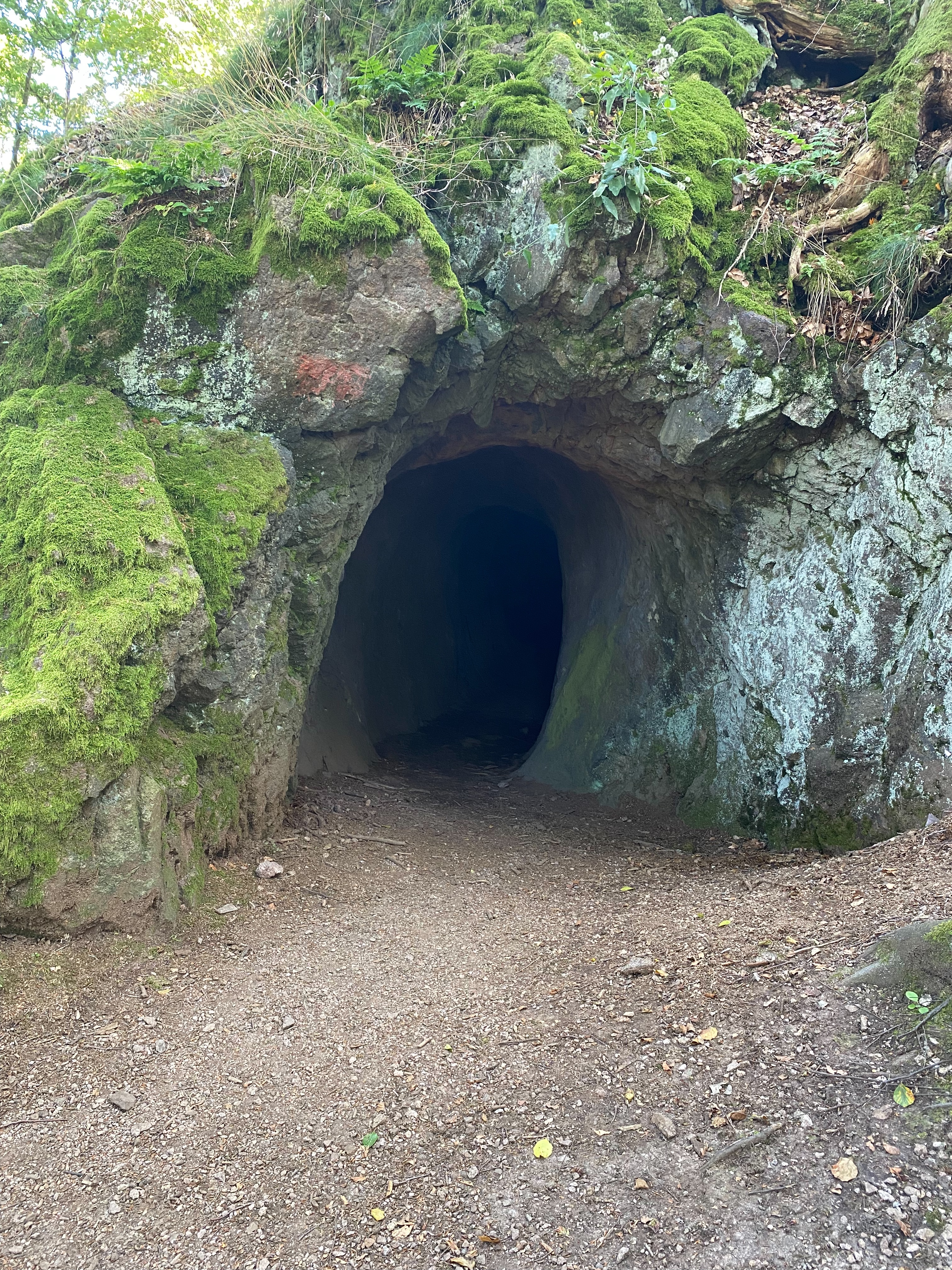
Ausgebrannter Stein Nordeingang

Zum Flößen wurde das Holz nach der Schneeschmelze zunächst zum Kehltalsteich transportiert, dann wurden die Schleusen geöffnet und das Floßgut nahm seinen Weg am Hang entlang, durch den Ausgebrannten Stein, weiter um den Tragberg, zum Sieglitzteich, vorüber am Sieglitzkopf und der Hohen Warte um den Lütschegrund und von dort weiter auf dem ersten Abschnitt. Die Bevölkerung der benachbarten Ortschaften musste sich entlang des Grabens aufstellen und mit langen Haken verhindern, dass sich die bis zu 4 m langen Holzstämme verhakten. Durch den Ausgebrannten Stein wurden die Stämme von Holzknechten gezogen, diese Arbeit galt als besonders hart, weil die Männer im Wasser arbeiten mussten.
Durch die Holzabdichtungen sickerte aber immer wieder Wasser und das Abdämmen wurde zu kostspielig, so dass das Abflößen nach 17 Jahren und nur 11 Benutzungen eingestellt wurde. Die Kosten von 50000 Talern für Errichtung und Reparaturen konnten daher auch nicht durch den Transport von nur ca. 40.000–50.000 m³ Holz gedeckt werden.

## Heutige Situation

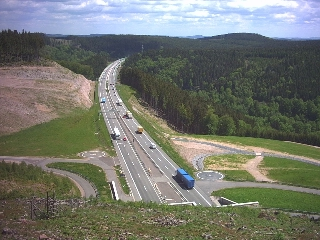
Blick vom Flößgraben auf die Thüringer Waldautobahn A71

Heute führt auf 23 km Länge ein Wanderweg im und am ehemaligen Flößgraben entlang. Einige Spuren des Flößgrabens sind dabei noch deutlich zu erkennen, wie zum Beispiel die Aushöhlung des Weges, oder der Verlauf des Grabens direkt neben dem Weg. Ein Höhepunkt am Flößgraben ist der Ausgebrannte Stein, durch dessen dunklen Tunnel auch heute noch der Wanderweg führt.
Seit 1980 findet jährlich in Gräfenroda ein Volkslauf unter der Bezeichnung Flößgrabenlauf statt, dessen Streckenführung große Teile des Flößgrabens beinhaltet.
Beim Bau der Thüringer-Wald-Autobahn wurde die Luftaustauschzentrale Kehltal des Rennsteigtunnels nahe dem ehemaligen Anfang des Lütsche-Flößgrabens am Kehltalsteich errichtet. Die Bezeichnung Floßgraben für die Luftaustauschzentrale am südlichen Ende des Tunnels bezieht sich auf einen anderen Flößgraben am Südhang des Thüringer Waldes.